# Åbo økonomiske region
Åbo økonomiske region (svensk: Åbo ekonomiska region, finsk: Turun seutukunta) består af 11 kommuner: Lundo kommune, Masku kommune, Nådendal stad, Nousis kommune, Pemar stad, Reso stad, Rusko kommune, Sagu kommune, S:t Karins stad, Virmo kommune og Åbo stad i Egentliga Finland.